# کورسمندر سیاه
کورسمندر سیاه (نام علمی: Epicrionops niger) نام یک گونه از تیره کورسمندرهای دم‌دار آمریکایی است.